# Тофе Топузов
Тофе Топузов е български и югославски строител от XX век.

## Биография
Тофе Топузов е роден в западномакедонското дебърско мияшко село Битуше, тогава в Османската империя, в големия род на строители Топузови. Има своя тайфа, в която работят и братята му Яне и Атанас. Строи обекти в Нови пазар и Шкодра. Тофе има и собствена строителна фирма, в която работят около 300 работници. В Шкодра, Албания, той построява цигарената фабрика „Тарабош“ и серия частни къщи на местни първенци, сред които къщата и мелницата на Дани, къщата на доктор Георги Карамитри, къщата на Шабан Елмази и други.